# Dysoxylum myriandrum
Dysoxylum myriandrum är en tvåhjärtbladig växtart som beskrevs av Albert Charles Smith. Dysoxylum myriandrum ingår i släktet Dysoxylum och familjen Meliaceae. Inga underarter finns listade i Catalogue of Life.